# معهد الصحافة العالمية
يُعد معهد الصحافة العالمية (WJI) فريداً من نوعه في تقديم دورات مكثفة أسبوعية وأسبوعية لكل من الصحفيين المسيحيين في سن الكليات والمسيحيين في منتصف حياتهم المهنية في مجموعة متنوعة من المجالات الذين يأملون أن يكونوا مراسلين فيها لمجموعة الصحافة العالمية World News Group. شارك منذ عام 1999 حوالي 625 طالبًا في هذا التدريب في مدينة نيويورك، وأوستن بولاية تكساس، وآشفيل بولاية كارولينا الشمالية، وواشنطن العاصمة، ولوس أنجلوس، وسيوكس سنتر، وأيوا. تقدم الدورة التدريبية للمعهد لأكثر خريجيها الواعدين أجورًا تدريبية مع مجلة WNG، أو موقع ويب، أو محطات البث، وتساعدهم في الحصول على دورات تدريبية أخرى في المنشورات العلمانية. جميع المراسلين في مجلة «وورلد» هم خريجو دورة معهد الصحافة العالمية WJI ومعظم مراسليها هم خريجو المعهد أيضًا. يعمل الخريجن الآخرون في الصحف التي تتراوح بين الصحف الأسبوعية المحلية إلى واشنطن بوست.
يدفع الطلاب في دورة الكلية تكاليف السفر وبعض الوجبات: لا تفرض WJI رسومًا على التعليم أو السكن. كما يحصل الحاضرون في منتصف حياتهم المهنية على تعليم مجاني ولكن يدفعون مقابل السفر والإقامة ومعظم الوجبات. تُفيد الدورات أولئك الذين يريدون العمل كمراسلين أو في كتابة المجلات، أو الموقع، أو تقديم القصص الإذاعية من وجهة نظر مسيحية، ولا تقتصدر على هؤلاء الذين يهدفون إلى كتابة أشياء دينية أو مقالات تفسيرية أو مذكرات أو قصص أو قصائد شعر. تؤكد الدورات على رصف الطرق، والاتصال الهاتفي، وقراءة التقارير عن الوثائق، والكتابة بأفعال وأسماء قوية ذات صوت مسموع.
يؤكد معهد الصحافة العالمية على الصحافة الموضوعية في الكتاب المقدس التي تُعلم، وتخبر، وتلهم، كما طورها جويل بيلز، ومارفن أولاسكي.

## روابط خارجية
- World Journalism Institute official web site